# Tannaim
1. Zugot
2. Tannaim
3. Amoraim
4. Savoraim
5. Gaonim
6. Rishonim
7. Acharonim

I Tannaim, in ebraico תנאים‎? (sing. תנא, Tanna "ripetitori", "insegnanti") furono quei saggi rabbini le cui opinioni vennero raccolte nella Mishnah, nel periodo 10-220 d.C. circa. L'era dei Tannaim, conosciuta anche come "periodo mishnaico", durò circa 210 anni. Venne dopo il periodo degli Zugot ("coppie, paia") e fu subito seguito dal periodo degli Amoraim ("interpreti")
La radice tanna (תנא) è l'equivalente aramaico di quella ebraica shanah (שנה), che è anche la radice nella parola Mishnah. Il verbo shanah (in ebraico שנה‎?) significa letteralmente "ripetere [ciò che è insegnato]" e viene usato per significare "imparare".
Il periodo mishnaico viene comunemente suddiviso in cinque periodi secondo le generazioni. Si conoscono circa 120 Tannaim che vissero in diverse zone della Terra di Israele. Il centro spirituale dell'ebraismo in quel periodo era Gerusalemme ma, dopo la distruzione del Secondo tempio, il rabbino Jochanan Ben Zakkai e i suoi studenti fondarono un nuovo centro religioso a Yavne. Altri centri furono stabiliti a Lod e a Bnei Brak. Alcuni Tannaim lavoravano come manovali (per es., come carbonari o calzolai) oltre a mantenere posizioni di insegnanti e giuristi. Furono anche leader del popolo e intermediari/negoziatori con l'Impero romano.

## Origini
I Tannaim operarono sotto l'occupazione dell'Impero Romano. Durante questo periodo, i Kohanim (sacerdoti) del Tempio divennero sempre più corrotti e venivano considerati dal popolo ebraico come collaboratori dei romani, il malgoverno dei quali nella provincia della Giudea (composta di Samaria, Idumea e Giudea) portò a sommosse, rivolte e risentimento generale.
Fino ai giorni di Hillel e di Shammai (l'ultima generazione dei Zugot), ci furono pochi disaccordi tra gli studiosi rabbinici. Dopo tale periodo però, la "Casa di Hillel" e la "Casa di Shammai" vennero a rappresentare due prospettive distinte di Legge ebraica, e i disaccordi tra le due scuole di pensiero si ritrovano in tutta la Mishnah.
I Tannaim, quali insegnanti della Legge Orale, erano i trasmettitori diretti della tradizione orale passata da insegnante a studente, scritta e codificata come base della Mishnah, della Tosefta e degli insegnamenti tannaitici del Talmud. Secondo la tradizione, i Tannaim furono l'ultima generazione di una lunga fila di insegnanti orali che iniziò con Mosè.

## Eminenti Tannaim

### Titoli
Il Nasi (plur. Nesi'im) era il membro di rango più elevato e presiedeva sul Sinedrio. Rabban era più elevato di Rabbi e venne dato al Nasi iniziando da Rabban Gamaliel Hazaken (Gamaliel il Vecchio). Il titolo Rabban era limitato ai discendenti di Hillel, con la sola eccezione di Rabban Jochanan Ben Zakkai, il leader di Gerusalemme durante l'assedio, che protesse il futuro del popolo ebraico dopo la Grande rivolta intervenendo presso Vespasiano. A Rabbi Eleazar ben Azariah, che anche fu un Nasi, non fu dato il titolo di Rabban, forse perché tenne la posizione di Nasi solo per poco tempo, dato che fu restituita ai discendenti di Hillel. Prima di Rabban Gamliel Hazaken, nessun titolo veniva posto dinnanzi al nome, secondo l'adagio del Talmud "Gadol miRabban shmo" ("Più grande del titolo di Rabban è il nome proprio della persona"). Per tale ragione Hillel non ha titolo prima del nome: il nome stesso diventa il suo titolo, proprio come Mosè e Abramo non hanno titolo davanti al nome (un'aggiunta viene a volte posta dopo il nome per denotare importanza o per differenziare tra due persone con lo stesso nome. Esempi includono Avraham Avinu - Abramo nostro padre - e Moshe Rabbeinu - Mosè nostro insegnante). Iniziando con Rabbi Judah haNasi (Judah il Nasi), spesso citato semplicemente come "Rabbi", neanche al Nasi vien ndato il titolo di Rabban ma invece a Judah haNasi è dato il titolo altisonante di Rabbeinu HaKadosh ("Il nostro santo rabbi [insegnante]").

### Nesi'im
I seguenti furono Nesi'im, cioè presidenti del Sinedrio:
- Hillel
- Rabban Shimon ben Hillel, del quale si sa poco
- Rabban Gamaliel Hazaken (Gamaliel il Vecchio)
- Rabban Shimon ben Gamliel
- Rabban Yochanan ben Zakai
- Rabban Gamaliel di Yavne
- Rabbi Eleazar ben Azariah, che fu Nasi per breve tempo dopo che Rabban Gamliel fu rimosso dalla sua posizione
- Rabban Shimon ben Gamliel di Yavne
- Rabbi Judah haNasi (Judah il Nasi), noto semplicemente come "Rabbi", che compilò la Mishnah
- Rabbi Shammai

## Generazioni
Il periodo mishnahico viene comunemente diviso in cinque periodi, secondo le generazioni dei Tannaim.
Le generazioni dei Tannaim inclusero:
1. Prima Generazione: generazione di Rabban Yochanan ben Zakai (circa 40 a.e.v.-80 e.v.).
2. Seconda Generazione: generazione di Rabban Gamaliele di Yavneh, Rabbi Eliezer e Rabbi Yehoshua, gli insegnanti di Rabbi Akiva.
3. Terza Generazione: generazione di Rabbi Akiva e dei suoi colleghi.
4. Quarta Generazione: generazione di Rabbi Meir, Rabbi Yehuda e loro colleghi.
5. Quinta Generazione: generazione di Rabbi Judah haNasi.
6. Sesta Generazione: generazione ad interim tra la Mishnah e il Talmud: i rabbini Shimon ben Judah HaNasi e Yehoshua ben Levi, ecc.

### Prima della distruzione del Tempio
- Hillel
- Shammai
- Rabban Gamaliel Hazaken (Gamaliel il Vecchio)

### Generazione della distruzione del Tempio
- Rabban Shimon ben Gamliel
- Rabban Yochanan ben Zakai
- Rabbi Yehuda ben Baba

### Tra la distruzione del Tempio e la rivolta di Bar Kokhba
- Joshua ben Hananiah
- Rabbi Eliezer ben Hurcanus
- Rabban Gamaliel of Yavne
- Rabbi Eleazar ben Arach

### Generazione della rivolta di Bar Kokhba
- Rabbi Akiva
- Rabbi Tarfon
- Rabbi Ishmael ben Elisha
- Rabbi Eleazar ben Azariah
- Rabbi Yose HaGelili
- Elisha ben Abuyah (l'"Altro" o l'apostata)

### Dopo la rivolta
- Rabban Shimon ben Gamliel di Yavne
- Rabbi Meir
- Rabbi Shimon bar Yochai, che, secondo la tradizione, scrisse lo Zohar
- Rabbi Yose ben Halafta
- Rabbi Yehuda ben Ilai
- Rabbi Nehemiah

## Compilatori della Mishnah
- Rabbi Yose
- Rabbi Ishmael
- Rabbi Shimon
- Rabbi Nathan
- Rabbi Hiyya
- Rabbi Judah haNasi (noto semplicemente come Rabbi o Rebbi); compilò la Mishnah.